# Гончарик, Александр Петрович
Александр Петрович Гончарик (17 ноября 1922 год, деревня Плетевище — ноябрь 2004) — кабельщик-спайщик Ленинского телефонного узла Министерства связи Белорусской ССР, гор. Минск. Герой Социалистического Труда (1971). Заслуженный связист Белорусской ССР.

## Биография
Родился в 1922 году в крестьянской семье в деревне Плетевище. После получения начального образования обучался в школе ФЗО, которую окончил в 1940 году. Работал печатником в Минской типографии имени Сталина. В 1942 году ушёл добровольцем в партизанский отряд «Красное Знамя». С августа 1944 года восстанавливал Минск. Работал кабельщиком-спайщиком на различных предприятиях Министерства связи Белорусской ССР. Занимался переводом Минской ГТС на новое оборудование.
Указом Президиума Верховного Совета СССР от 4 мая 1971 года был удостоен звания Героя Социалистического Труда с вручением ордена Ленина и золотой медали «Серп и Молот».

## Награды
- Герой Социалистического Труда — указом Президиума Верховного Совета СССР от 4 мая 1971 года
- Орден Ленина
- Орден Красного Знамени